# Больё-ан-Руэрг
Аббатство Больё-ан-Руэрг (фр. Beaulieu-en-Rouergue) — цистерцианский монастырь во французской коммуне Жиналь (департамент Тарн и Гаронна, регион Юг-Пиренеи). Аббатство основано в 1144 году, закрыто в 1791 году во время великой французской революции. С 1875 года входит в число исторических памятников Франции. В 1960-х годах реконструировано, после чего там разместился музей современного искусства. Расположено примерно в 20 км к юго-западу от города Вильфранш-де-Руэрг.

## История

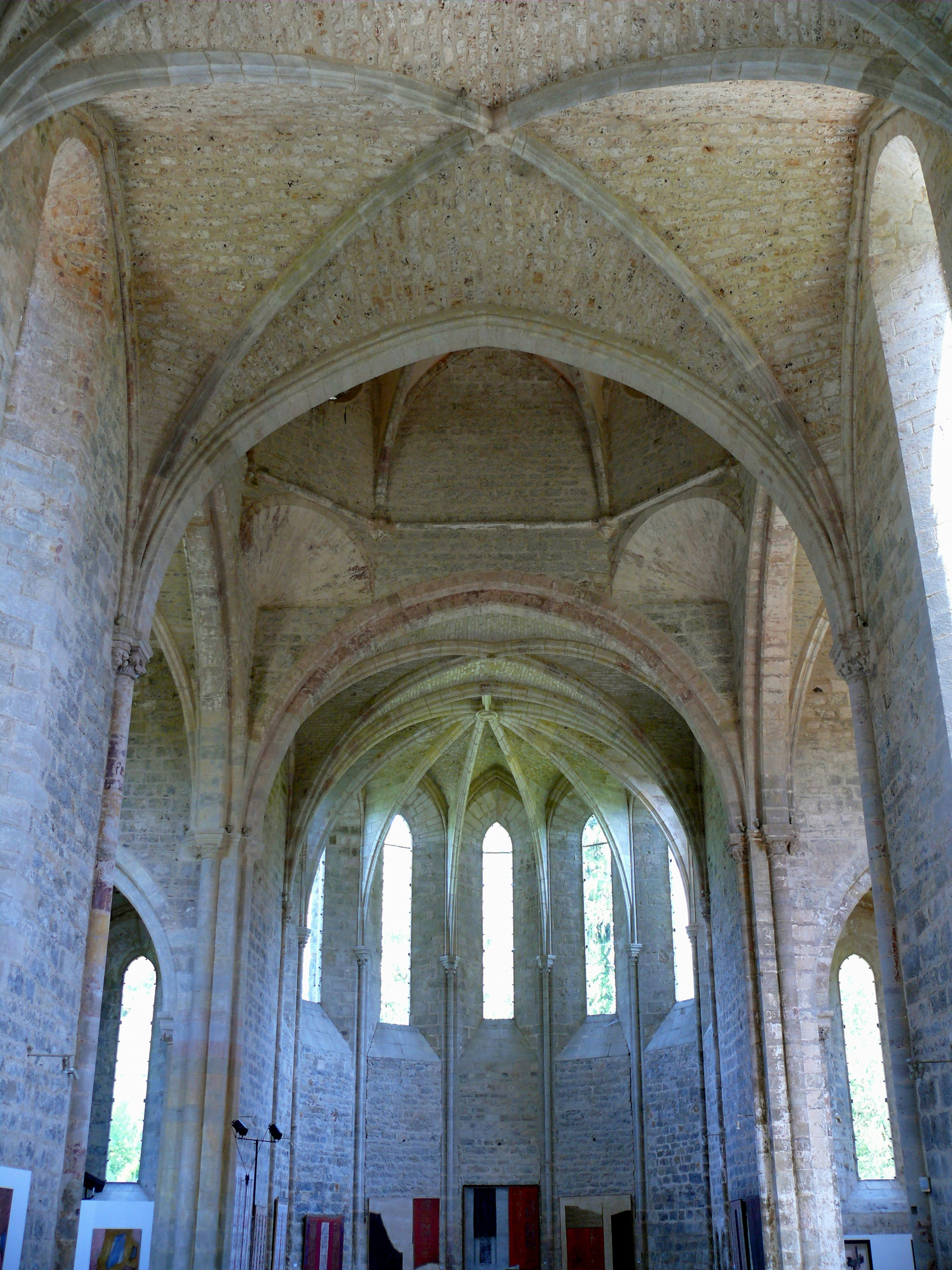
Интерьер церкви

Монастырь был основан в 1144 году монахами из Клерво по просьбе епископа Родеза Адемара III. Монахи приспособили для жизни окружающую суровую местность, в частности канализировали небольшую горную речку Сей (Seye) и создали на ней запруды для питания монастыря водой и разведения рыбы. Монастырь получил имя Больё-ан-Руэрг (красивое место в Руэрге).
Первая монастырская церковь была разрушена в ходе альбигойского крестового похода, другой епископ Родеза, Вивьен, выделил средства на строительство нового храма. Строительство началось в 1275 году и закончилось в начале XIV века. В первой половине XIII века были завершены жилые постройки, зал капитулов и прочие строения. В XIV веке был построен клуатр, разрушенный в 1562 году во время религиозных войн во Франции.
Религиозные войны, в ходе которых монастырь неоднократно подвергался грабежам и пожарам, привели к его упадку. В XVI веке он попал под режим комменды и потерял самостоятельность. Перед великой французской революцией в нём обитало только три монаха.
В 1791 году здания аббатства были проданы с молотка, затем были заброшены и постепенно разрушались. В 1875 году Больё-ан-Руэрг вошёл в число исторических памятников Франции, но это не предотвратило его дальнейшее разрушение, которое грозило полным исчезновением памятника.

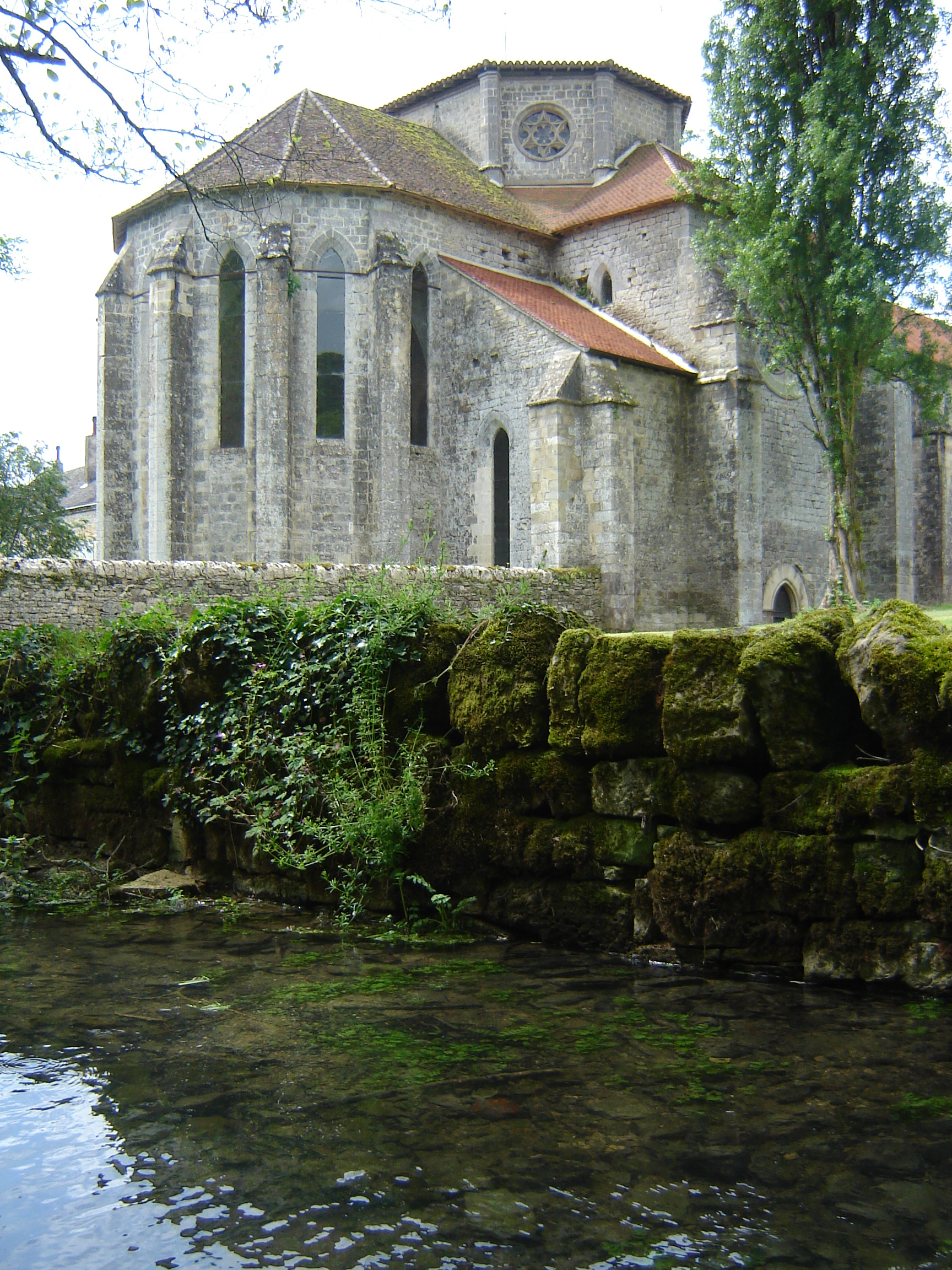
Вид на церковь со стороны апсиды

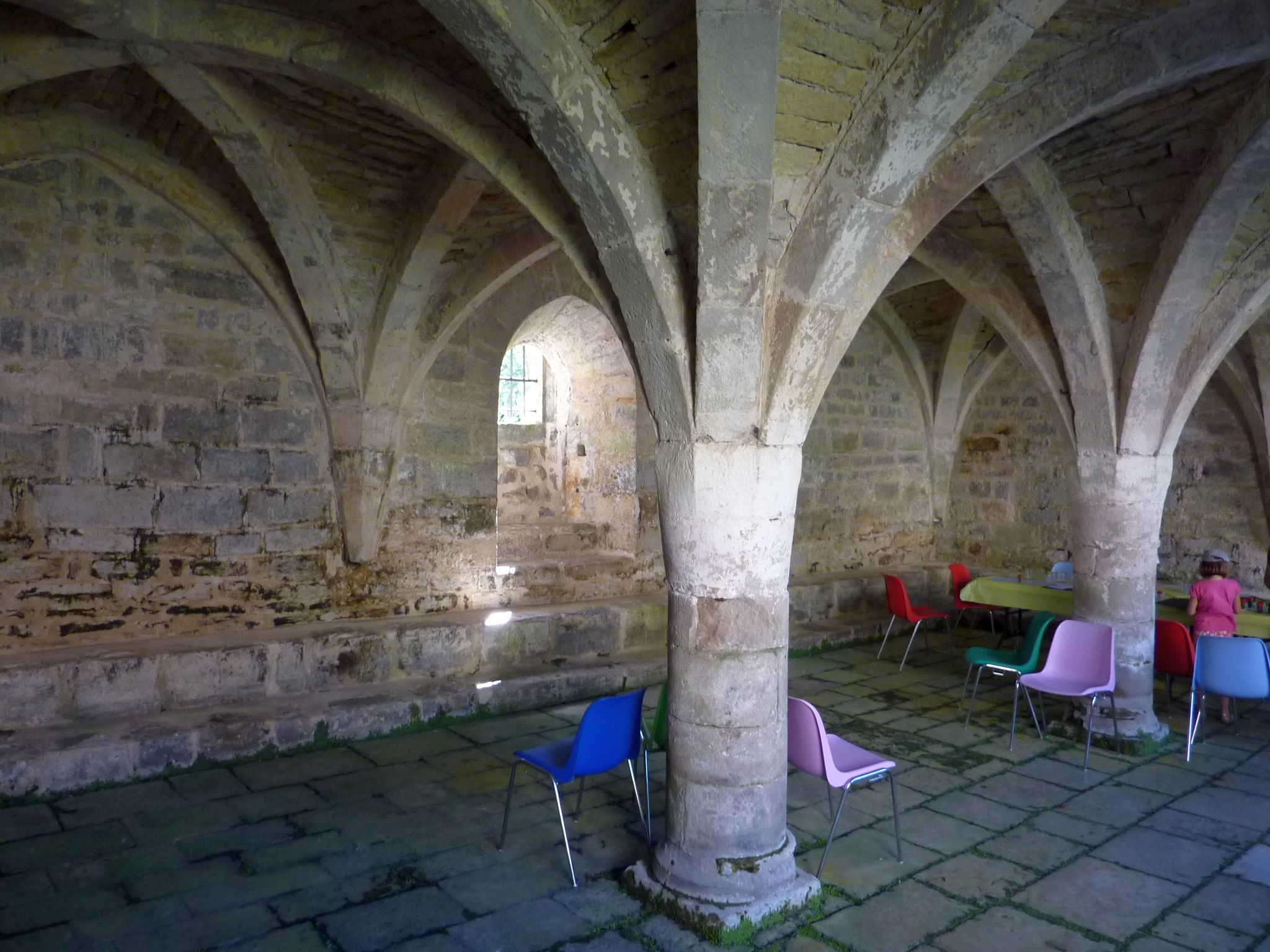
Зал капитулов

С 1960 года в аббатстве шли десятилетние реставрационные работы инициированные Пьером Бранше и Женевьевой Бонфуа при финансовой поддержке государства. По окончании работ в 1970 году в зданиях бывшего аббатства был открыт центр современного искусства.

## Архитектура
До нашего времени от первоначальных построек монастыря сохранились церковь, зал капитулов, подсобные помещения, дормиторий; хотя многие подсобные помещения были сильно перестроены в XVII—XVIII веках. Хорошо заметно место, где располагался клуатр, разрушенный в XVI веке, сейчас здесь разбит сад. В стороне от комплекса зданий сохранился старинный рыбоводческий пруд, выкопанный монахами.
Монастырская церковь является архитектурным памятником ранней готики. Имеет длину 56 метров и по цистерцианским правилам крайне строго оформлена. Средокрестие на пересечении нефа и трансепта увенчано красивым восьмиугольным куполом, в котором пробито восемь окон-роз с различными узорами. Помимо них церковь освещается семью узкими стрельчатыми окнами в апсиде и окнами нефа. В южном рукаве трансепта видны остатки лестницы, ведший в дормиторий монахов; в северном рукаве трансепта находится «дверь мёртвых», через которую выносили умерших на кладбище после отпевания.
Также важным архитектурным памятником является зал капитулов, который стал одним из первых строений со сводчатыми потолками в средней Франции (начало XIII века).